# RT Андромеды
RT Андромеды (англ. RT Andromedae) — переменная звезда в созвездии Андромеды. Оценка расстояния до звезды составляет 322 световых года (98,7 парсеков).
RT Андромеды относят к классу переменных звёзд типа RS Гончих Псов, классу тесных затменных двойных звёзд. Видимая звёздная величина меняется от 9,83 в минимуме блеска до 8,97 в максимуме блеска с периодом 0,6289216 суток. Система состоит из звезды главной последовательности спектрального класса G (более массивной, чем Солнце) и звезды главной последовательности спектрального класса K (чуть менее массивной, чем Солнце); кривая блеска затменной двойной показывает долгопериодические изменения периода и минимумов.

## Наличие третьего тела
Согласно статье Pribulla и др. (2000) изменения периодичности можно приписать третьему объекту, и, возможно, четвёртому. Минимальная масса объекта оценивается в 5 % массы Солнца (50 масс Юпитера), орбитальный период близок к 75 годам при эксцентриситете около 0,56. Такой объект может оказаться коричневым карликом или массивным объектом типа Юпитера. Однако в статье Manzoori (2009) упоминается, что у периода обращения наблюдается тенденция к уменьшению.